# Virose
O termo virose serve para designar qualquer doença causada por um vírus.  Os médicos costumam utilizar a palavra virose para se referir a infecções autolimitadas sem complicação como resfriados, no entanto o termo também se pode se aplicar a doenças graves como AIDS (Síndrome da Imunodeficiência Adquirida) e até mesmo algumas formas de câncer induzidos por vírus. 

## Tipos por vírus
| Tipo                                                       | Família          | Transmissão | Doenças | Tratamento específico                                                               | Prevenção | Diagnóstico confirmatório                                                           |
| ---------------------------------------------------------- | ---------------- | --- | --- | ----------------------------------------------------------------------------------- | --- | ----------------------------------------------------------------------------------- |
| Adenovirus                                                 | Adenoviridae     | - Secreções no ar - Fecal-oral (água e alimentos infectados) - Sexual - Contato com olhos                              | - Infecções respiratórias - Gastroenterite - Cistite - Queratoconjuntivite - Meningoencefalite                                                                  | - Ribavirina - Cidofovir                                                            | - Vacina - Lavar mãos - Cobrir a boca ao tossir/espirrar - Evitar contato com doentes                                           | - Neutralização - Hemaglutinação - ELISA                                            |
| Alfavirus                                                  | Togaviridae      | - Mosquitos Aedes | Em humanos e equinos causa: - Encefalite equina do oeste - Encefalite equina do leste - Encefalite equina venezuelana - Exantema e artrite                      | Nenhum                                                                              | - Vacinar equinos | - ELISA - PCR                                                                       |
| Arenavirus                                                 | Arenaviridae     | - Inalar poeira com fezes de roedores selvagens                                                                        | - Febre hemorrágica viral - Febre de Lassa - Coriomeningite linfocítica                                                                                         | - Ribavirina - Imunoglobulinas específicas de pacientes recuperados                 | - Vacina - Controle dos roedores - Usar máscara antes de limpar poeira                                                          | - ELISA - Cultivo celular - PCR                                                     |
| Astrovirus                                                 | Astroviridae     | - Fecal-oral (água e alimentos infectados) - Contato direto                                                            | - Gastroenterite em crianças, idosos e imunocomprometidos | Nenhum                                                                              | - Vacina - Lavar mãos - Cobrir a boca ao tossir/espirrar - Evitar contato físico com doentes                                    | - ELISA - Imunofluorescência - PCR                                                  |
| BK virus                                                   | Polyomaviridae   | Provavelmente por: - Secreções - Urina - Vertical                                                                      | - Síndrome febril leve - Nefropatias pós-transplante renal - Cistite hemorrágica pós-Transplante de medula óssea                                                | Citarabina e reduzir imunossupressão                                                | - Desconhecido, é comum mesmo em países desenvolvidos e comunidades isoladas                                                    | - Biópsia de rim - RIA - ELISA - PCR de urina                                       |
| Coronavirus                                                | Coronaviridae    | - Secreções no ar - Contato físico com infectados                                                                      | - Resfriado com constipação - Síndrome respiratória aguda severa (SRAS) - Síndrome respiratória por coronavírus do Oriente Médio (SROM)                         | Nenhum                                                                              | - Lavar mãos - Cobrir boca ao tossir/espirrar                                                                                   | - Cultura celular - ELISA indireto - Hemaglutinação - PCR                           |
| Coxsackievirus                                             | Picornaviridae   | - Fecal-oral (água e alimentos infectados) - Secreções no ar - Contato com lesões                                      | - Exantema com febre alta - Herpangina - Pleurodinia - Meningite asséptica - Conjuntivite - Miocardite - Pericardite - Encefalite                               | Nenhum                                                                              | - Lavar mãos - Cobrir boca ao tossir/espirrar - Não tocar lesões - Lavar bem e cozinhar alimentos - Tratamento de água e esgoto | - Cultura de células - ELISA                                                        |
| Chikungunya virus                                          | Togaviridae      | - Mosquito (Aedes) infectado                                                                                           | - Chikungunya | Nenhum                                                                              | - Controle dos mosquitos - Repelentes e telas contra insetos                                                                    | - ELISA indireto - RT-PCR                                                           |
| Dengue virus                                               | Flaviviridae     | - Mosquito (Aedes) infectado                                                                                           | - Dengue comum - Dengue hemorrágica | Nenhum                                                                              | - Controle dos mosquitos - Repelentes e telas contra insetos                                                                    | - ELISA indireto                                                                    |
| Ebola virus                                                | Filoviridae      | - Secreções - Sangue - Contato ou consumo de porcos, morcegos, símios ou antílopes                                     | - Ébola | Imunoglobulinas                                                                     | - Vacina - Evitar contato com infectados                                                                                        | - ELISA - PCR - Cultivo celular                                                     |
| Echovirus                                                  | Picornaviridae   | - Fecal-Oral (água ou comida contaminada) - Saliva - Contato físico - Objetos infectados (fômites)                     | - Exantema com febre - Pleurodinia - Meningite asséptica - Miocardite neonatal - Encefalite                                                                     | Pleconaril e imunoglobulina IV (em teste)                                           | - Lavar as mãos - Cobrir a boca ao tossir/espirrar - Evitar contato físico com infectados                                       | - PCR - ELISA                                                                       |
| Flavivirus                                                 | Flaviviridae     | - Mosquitos Culex ou carrapatos (depende da espécie) - Transplacentária - Leite materno                                | - Encefalite japonesa - Encefalite de São Luís - Encefalite do Nilo ocidental - Encefalite do carrapato - Outras encefalites virais (de Murray, de Powassan...) | Nenhum                                                                              | - Controle dos mosquitos - Repelentes e telas contra insetos - Vacina (apenas para encefalite japonesa e do carrapato)          | - ELISA indireto - PCR - Cultura celular                                            |
| Hantavirus                                                 | Bunyaviridae     | - Fecal-Oral (água ou alimentos contaminados) - Mordida de roedores - Contato com doentes (apenas subtipo Andes virus) | - Síndrome cardiopulmonar por hantavírus - Febre hemorrágica com síndrome renal                                                                                 | Nenhum                                                                              | - Controle de roedores - Armazenar alimentos adequadamente - Tratamento de água e esgoto - Evitar contato com infectados        | - ELISA - Imuno-histoquímica                                                        |
| Herpes simplex virus tipo 1                                | Herpesviridae    | - Contato direto - Saliva                                                                                              | - Herpes tipo 1 - Gengivite em crianças, - Amigdalite e faringite em adultos - Queratite                                                                        | - Aciclovir - Fanciclovir - Foscarnet - Penciclovir                                 | - Evitar tocar infectados - Camisinha                                                                                           | - Imunofluorescência - Imuno-histoquímica - PCR                                     |
| Herpes simplex virus tipo 2                                | Herpesviridae    | - Sexual - Parto | - Herpes tipo 2 - Meningite asséptica | - Aciclovir - Fanciclovir - Foscarnet - Penciclovir - Cidofovir                     | - Evitar tocar infectados - Camisinha                                                                                           | - Cultivo celular - Imunofluorescência - Imuno-histoquímica - PCR                   |
| Herpesvirus tipo 3 ou Vírus do herpes-zoster               | Herpesviridae    | - Toque - Secreções | - Catapora/Varicela - Herpes zoster | - Aciclovir - Fanciclovir                                                           | - Vacina - Imunoglobulinas | - Cultura celular - ELISA                                                           |
| Herpesvirus tipo 4 ou Epstein-Barr virus                   | Herpesviridae    | - Saliva | - Mononucleose - Linfoma de Hodgkin - Linfoma de Burkitt - Carcinoma em faringe                                                                                 | Nenhum                                                                              | - Evitar contato com infectados                                                                                                 | - Imunofluorescência - ELISA - PCR                                                  |
| Herpesvirus tipo 5 ou Citomegalovirus                      | Herpesviridae    | - Secreções - Vertical                                                                                                 | - Mononucleose - Pneumonia viral - Linfomas de células T | - Ganciclovir - Cidofovir - Foscarnet                                               | - Lavar mãos - Não compartilhar talheres ou copos - Usar camisinha                                                              | PCR                                                                                 |
| Herpesvirus tipo 6 e 7 ou Roseola virus                    | Herpesviridae    | - Secreções - Tocar lesões                                                                                             | - Roséola - Pneumonia em imunodeprimidos | - Ganciclovir                                                                       | - Lavar mãos - Não compartilhar talheres ou copos                                                                               | ELISA                                                                               |
| Herpesvirus tipo 8                                         | Herpesviridae    | - Secreções - Sexual                                                                                                   | - Sarcoma de Kaposi em AIDS - Doença de Castleman - Linfoma efusivo                                                                                             | Apenas experimentais                                                                | - Evitar contato com lesões - Camisinha                                                                                         | - PCR - ELISA                                                                       |
| HIV ou vírus da imunodeficiência humana                    | Retroviridae     | - Sexual - Sangue - Parto natural - Leite materno                                                                      | - AIDS | Antirretrovirais                                                                    | - Antirretrovirais - Camisinha e lubrificantes - Cesariana - Não compartilhar objetos cortantes/perfurantes                     | - ELISA - Western blot - PCR                                                        |
| Influenza virus                                            | Orthomyxoviridae | - Secreções | - Gripes - H1N1 - Síndrome de Reye (se tratados com aspirina)                                                                                                   | - Amantadina - Rimantadina - Zanamivir - Oseltamivir                                | - Vacina - Higiene pessoal - Cobrir a boca ao tossir/espirrar - Evitar contato com infectados                                   | - Hemaglutinação - ELISA                                                            |
| JC virus                                                   | Polyomaviridae   | - Fecal-oral (água ou alimentos contaminados) - Urina                                                                  | - Leucoencefalopatia multifocal progressiva em imunodeprimidos - Estenose uretral após transplante renal                                                        | Nenhum                                                                              | - Desconhecida, é comum mesmo em países desenvolvidos                                                                           | - Microscopia de biópsia - ELISA indireto - Radio Imunoensaio - PCR de LCR ou urina |
| Molluscum contagiosum virus ou vírus do molusco contagioso | Poxviridae       | - Contato físico direto ou objetos infectados                                                                          | - Molusco contagioso (erupções cutâneas) | - Cimetidina - Diversas pomadas - Crioterapia - Curetagem - Cirurgia com laser      | - Lavar as mãos - Cobrir as erupções cutâneas - Não compartilhar roupas e toalhas - Evitar contato físico com infectados        | - PCR - ELISA                                                                       |
| Norovírus ou Norwalk virus                                 | Caliciviridae    | - Fecal-Oral (água ou comida contaminada) - Contato físico                                                             | - Gastroenterite | Nenhum                                                                              | - Lavar as mãos - Cobrir a boca ao tossir/espirrar - Evitar contato físico com infectados                                       | - PCR - ELISA                                                                       |
| Papilomavírus humano                                       | Papillomaviridae | - Toque - Sexual - Parto                                                                                               | - Verruga genital - Condiloma Acuminado - Câncer de colo do útero - Câncer de pênis - Outros cânceres                                                           | - Nitrogênio líquido - Vaporização com laser - Citotóxicos - Interferon - Cidofovir | - Vacina - Evitar tocar lesões - Camisinha                                                                                      | - Inspeção visual - ELISA - PCR                                                     |
| Parvovirus ou Eritrovírus B19                              | Parvoviridae     | - Fecal-oral (água ou alimentos contaminados)                                                                          | - Eritema infeccioso | Nenhum                                                                              | - Lavar as mãos | - Imunofluorescência - ELISA indireto - PCR                                         |
| Rabies virus, Vírus da raiva                               | Rhabdoviridae    | - Mordida de mamíferos (cachorros, gatos, morcegos, macacos...)                                                        | - Raiva - Meningite asséptica | Profilaxia pós-infecção                                                             | - Vacinar animais - Proteger-se contra animais selvagens - Limpar feridas com antisséptico                                      | - Imunofluorescência - Microscopia - PCR                                            |
| Rinovírus                                                  | Picornaviridae   | - Secreções no ar - Contato direto                                                                                     | - Rinite e sinusite - Resfriado comum - Otite media - Bronquiolite - Complicações em asma e EPOC                                                                | - Pleconaril - Zinco                                                                | - Lavar as mãos - Cobrir a boca ao tossir/espirrar - Evitar contato físico com infectados                                       | - PCR - Cultura celular                                                             |
| Rotavírus                                                  | Reoviridae       | - Fecal-oral (água ou alimentos contaminados)                                                                          | - Diarreia em lactantes e bebês | Nenhum                                                                              | - Vacina - Tratamento de água e esgoto - Higiene pessoal                                                                        | ELISA de amostra fecal                                                              |
| Parainfluenza virus                                        | Paramyxoviridae  | - Secreções | - Croup - Pneumonia - Bronquiolite - Resfriado | Nenhum                                                                              | - Higiene pessoal - Cobrir boca ao espirrar/tossir                                                                              | ELISA                                                                               |
| Poliovírus                                                 | Picornaviridae   | - Fecal-oral | - Poliomielite | Nenhum                                                                              | - Vacina - Lavar alimentos - Tratamento de água/esgoto                                                                          | ELISA                                                                               |
| Vírus da caxumba                                           | Paramyxoviridae  | - Secreções | - Caxumba/Papeira/Parotidite - Meningite asséptica | Nenhum                                                                              | - Vacina - Evitar contato com infectados                                                                                        | - ELISA - Neutralização - Hemaglutinação                                            |
| Vírus da hepatite A                                        | Picornaviridae   | - Fecal-oral | - Hepatite viral | Imunoglobulina (profilaxia pós-contato)                                             | - Vacina - Lavar bem alimentos - Tratamento de água e esgoto                                                                    | *ELISA - PCR                                                                        |
| Vírus da hepatite B                                        | Hepadnaviridae   | - Secreções - Sexual - Sangue                                                                                          | - Hepatite viral - Cirrose - Câncer de fígado | - Imunoglobulinas - Adefovir - Entecavir - interferon alfa-2 - Lamivudina           | - Vacina - Imunoglobulinas (profilaxia perinatal ou pós-infecção) - Não compartilhar objetos cortantes/perfurantes - Camisinha  | - Radioimunoensaio - ELISA - PCR - Western blot                                     |
| Vírus da hepatite C                                        | Flaviviridae     | - Sangue - Sexual | - Hepatite viral - Cirrose hepática - Câncer de fígado | - Interferon alfa-2 - Ribavirina                                                    | - Não compartilhar objetos cortantes/perfurantes - Camisinha                                                                    | - ELISA - PCR                                                                       |
| Vírus da hepatite D                                        | Viroide          | - Sexual - Sangue - Parto natural                                                                                      | - Hepatite viral - Cirrose | - Interferon alfa-2 - Tratar a hepatite B                                           | - Prevenir a hepatite B - Não compartilhar objetos cortantes/perfurantes - Camisinha                                            | - ELISA indireto - PCR                                                              |
| Vírus da hepatite E                                        | Caliciviridae    | - Fecal-Oral | - Hepatite viral | Em grávidas: - Interferon alfa - Ribavirina                                         | - Lavar bem alimentos - Cozinhar alimentos - Tratamento de água e esgoto                                                        | - ELISA - PCR                                                                       |
| Vírus linfotrópico da célula humana (HTLV)                 | Retroviridae     | - Sangue - Sexual - Leite materno - Vertical                                                                           | - 2% desenvolvem Linfoma de células T - 2% desenvolvem Paraparesia Espástica Tropical (Mielopatia associada ao HTLV-1)                                          | - Fosfomicina - Ciclosporina A - Pentoxifilina                                      | - Camisinha - Substituto do leite materno - Não compartilhar objetos cortantes/perfurantes                                      | - ELISA - Western blot                                                              |
| Vírus da rubéola                                           | Togaviridae      | - Secreções | - Rubéola | Nenhum                                                                              | - Vacina - Evitar contato com infectados                                                                                        | - ELISA                                                                             |
| Vírus do sarampo                                           | Paramyxoviridae  | - Secreções | - Sarampo - Encefalite ou meningite | Nenhum                                                                              | - Vacina - Evitar tocar infectados                                                                                              | - ELISA - RIA - Hemaglutinação                                                      |
| Vírus sincicial respiratório                               | Paramyxoviridae  | - Secreções - Toque | - Bronquiolite - Pneumonia - Broncopneumonia | Ribavirina                                                                          | - Higiene pessoal - Evitar contato com infectados - Palivizumab - Cobrir a boca ao espirrar/tossir                              | - ELISA - PCR                                                                       |

## Doenças virais
Gastrointestinal

Fases da replicação de um vírus dentro da célula (em espanhol)

Os seguintes vírus causam diarreia principalmente em crianças:
- Rotavirus
- Adenovirus
- Norovirus (também comum em adultos)
- Astrovirus
- Coronavirus

Erupções cutâneas (Exantemas) viraisSarampo - a mais frequente
- Rubéola
- Varicela (catapora)
- Dengue
- Eritema infeccioso (quinta doença)
- Roséola (herpes 6 e 7)
- Poxvirus: (Molusco contagioso, Varíola e Vaccinia)
- Alphavirus: (Chikungunya e similares)

Respiratórios
As viroses respiratórias são um grupo de doenças causadas por vírus que afetam o sistema respiratório, o qual compreende as vias aéreas superiores (nariz, boca e garganta) e as vias aéreas inferiores (brônquios e pulmões). Essas viroses são muito comuns, especialmente em crianças, e geralmente causam sintomas leves, como febre, tosse, dor de garganta, coriza e espirros. No entanto, algumas viroses respiratórias podem ser mais graves e causar pneumonia, bronquiolite ou até mesmo morte.
Alguns dos vírus que causam infecções respiratórias incluem:
- Rinovírus: resfriados, rinite e sinusite (mais frequente)
- Influenzavírus: Gripes e pneumonia (segundo mais frequente)
- Epstein-Barr e Citomegalovirus: mononucleose e pneumonia em imunodeprimidos
- Coxsackievirus A e Echovirus: resfriados
- Parainfluenza: Gripes e laringite e pneumonia
- Adenovírus: amigdalite, faringite, bronquite e pneumonia
- Coronavírus: resfriados e síndrome respiratória aguda severa
- Vírus sincicial respiratório: pneumonia em crianças
- Vírus do sarampo: pneumonia em crianças e imunodeprimidos

Os sintomas das viroses respiratórias variam de acordo com o tipo de vírus e a gravidade da infecção. Os sintomas mais comuns incluem: Febre; Tosse; Dor de garganta; Coriza; Espirros; Congestão nasal; Dor de cabeça; Dor muscular; Fadiga; Perda de apetite; Falta de ar.

Cardiovascular
- Coxsackievirus (especialmente tipo B)
- Adenovirus (especialmente tipos 2 e 5)
- Citomegalovirus
- Echovirus
- Parvovirus B19
- Roseolavirus (Herpes tipo 6)

Neurológicas
- Arenavirus: Coriomeningite linfocítica
- Togaviridae: Encefalite equina do leste, Encefalite equina do oeste e Encefalite equina venezuelana
- Flavivirus: Encefalite de São Luís, Encefalite japonesa, Encefalite do nilo e [Encefalite da Califórnia]]
- Influenza: Encefalite letárgica
- Herpesviridae: Encefalites por herpes simplex, Zoster oftálmico
- HTLV-1: Paraparesia espástica tropical
- Poliovírus: Pólio
- Vírus da raiva: Raiva
- Vírus do sarampo: Panencefalite esclerosante subaguda
- Vírus JC: Leucoencefalopatia multifocal progressiva

Câncer
- Eppstein-Barr: Linfomas e carcinoma de faringe ou estômago
- Vírus da hepatite B e vírus da hepatite C: Hepatocarcinoma
- HPV: Carcinomas genitais e de faringe
- HTLV-1: Linfomas T ou NK
- Herpes tipo 8: Sarcoma de Kaposi e Doença de Castleman

Imunológicos
Dois retrovírus humanos:
- HIV: SIDA
- HTLV: Linfomas T ou NK

## Diagnóstico
Existem muitos tipos vírus, a maioria pode ser detectado com pelo menos 3 métodos dos seguintes:
- Cultura de células com vírus a partir de uma amostra tomada a partir do paciente.
- Análise ao microscópio ótico de corpúsculo de inclusão causadas por alguns vírus.
- Análise ao microscópio ótico de imunoglobulinas tingidas com técnicas de imuno-histoquímica como imunoperoxidase.
- Detecção de anticorpos específicos do vírus no sangue. Exemplo: ELISA direto
- Detecção de antígenos do vírus. Exemplo: ELISA indireto
- Detecção do brilho fluorescente da reação com fluoróforo usando um microscópio de fluorescência (imunofluorescência)
- Detecção de vírus ácidos nucleicos. Exemplo: PCR
- Sequenciamento genético para caracterizar cepas virais
- Observação direta de partículas de vírus por microscopia eletrônica.
- Ensaio de hemaglutinação ou hemoadsorção.

O método diagnóstico mais eficiência e econômico depende do vírus a ser investigado. A Microscopia eletrônica e PCR detectam quase todos, mas são muito caros e exigem equipamentos complexos, por isso outras técnicas tem preferência quando possíveis. ELISA e hemaglutinação são muito usados por serem baratos, mas não são os mais sensíveis. Uma segunda técnica mais sensível, porém mais cara, pode ser usada para confirmar ou refutar o diagnóstico.

## Tratamento
Muitas viroses ainda não tem tratamentos específicos e muitas das drogas antivirais disponíveis causam fortes efeitos colaterais ou são pouco efetivas. Por outro lado, muitas viroses são autolimitadas, isto é, desaparecem espontaneamente. Assim o tratamento de viroses frequentemente é sintomático: tratar desidratação com soro fisiológico, tratar a dor, febre e mal estar com anti-inflamatórios não esteroides(AINEs).